# Tharsis Montes

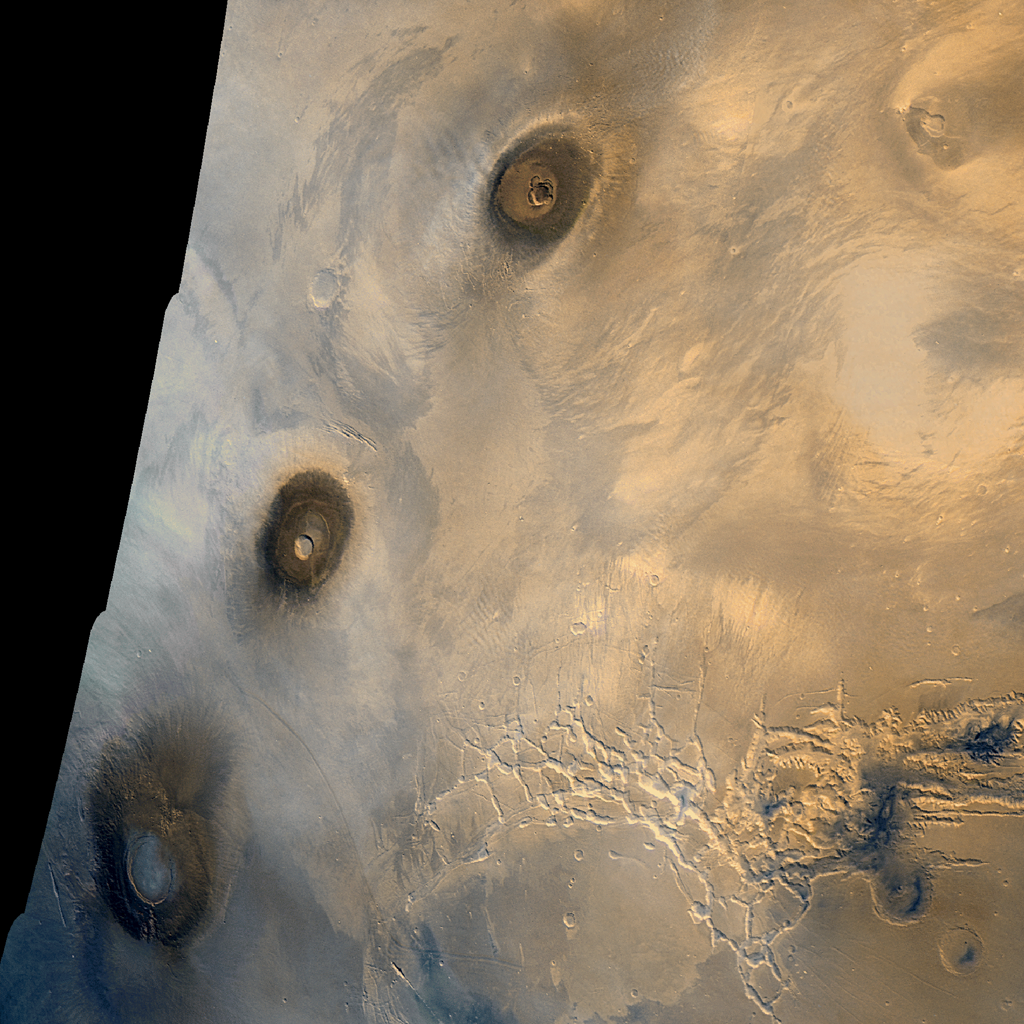
Cei trei vulcani care formează Tharsis Montes: Arsia Mons este cel mai sudic; Pavonis Mons este în centru; Ascraeus Mons se află la nord. Un al patrulea vulcan Tharsis, Olympus Mons, situat la nord-vest de aceștia, nu apare în această imagine. La dreapta jos este Noctis Labyrinthus, extinderea vestică a Valles Marineris.

Tharsis Montes este format din trei vulcani aflați în regiunea Tharsis de pe planeta Marte. Este un platou și cea mai mare regiune vulcanică de pe Marte. Se compune din Mons Ascraeus, Pavonis Mons și Arsia Mons, care sunt aranjate în această ordine de la nord la sud. Un alt vulcan, Olympus Mons, cel mai înalt munte cunoscut din sistemul solar, este situat la nord-vest de vulcanii Tharsis. 